# Nukai Peniamina
Nukai Peniamina   (Niue - 6 de març de 1874) va ser un niueà que va portar el cristianisme a l'illa de Niue el 1846.

## Conversió
El 1830, la Societat Missionera de Londres es va endur dos nois de l'illa, de nom Uea i Niumaga, i va intentar convertir-los. Quan van tornar, ja no van ser acceptats i Uea va ser assassinat. Niumaga aviat va decidir marxar a Samoa amb el seu amic; Nukai Peniamina. Allà, Peniamina va començar a treballar com a assistent del doctor George Turner, un missioner gal·lès. Nukai va aprendre a llegir i escriure i es va convertir al cristianisme, després es va formar com a pastor al Malua Theological College de Samoa.

## Retorn
El 1846, Peniamina va tornar a Niue a bord del John Williams, acompanyat per Fakafitifonoua (un niueà amb influència a l'illa). El 26 d'octubre, i en el seu cinquè intent de desembarcament, els caps de Mutalau els van acceptar. Peniamina va ser portat al 'Taue i Fupiu' on es diu que va estar constantment protegit per 61 guerrers, ja que hi va haver molts complots per matar-lo a ell i a Fakafitifonoua. El cristianisme es va ensenyar per primera vegada als Mutalau abans que s'estengués als altres pobles de l'illa, l'últim d'ells va ser Vaiea.

## Darrers anys
Peniamina va romandre a l'estació de Mutalau fins a l'octubre de 1849, quan se'n va fer càrrec un samoà. L'any 1850 es va comprovar que Peniamina havia tingut una relació extramatrimonial amb una altra dona. Tot i que aquest fet era acceptable a la societat niueana de l'època, els seus superiors missioners no ho van permetre. Peniamina va ser desterrat i enviat al mar en canoa. Es va establir a Samoa i va morir el 6 de març de 1874. Està enterrat al poble niueà de Makefu.

## Llegat
Cada quart divendres d'octubre, els niueans celebren el "Dia de l'Evangeli" per recordar Peniamina. A més, el Mutalau Show Day se celebra l'últim dissabte d'octubre, per celebrar el seu desembarcament de l'any 1846.